# Freijo (Creciente)
Freijo (oficialmente San Roque do Freixo) es una parroquia española del municipio de Creciente, perteneciente a la provincia de Pontevedra, en la comunidad autónoma de Galicia.

## Toponimia
La parroquia puede aparecer referida con las grafías «Freijo», «O Freixo» y «Freixo».

## Historia
Hacia mediados del siglo XIX, la parroquia, ya por entonces perteneciente a Creciente, tenía contabilizada una población de 220 habitantes. Aparece descrita en el octavo volumen del Diccionario geográfico-estadístico-histórico de España y sus posesiones de Ultramar de Pascual Madoz con las siguientes palabras:

FREIJO (San Roque): felig. en la prov. de Pontevedra (9 leg.), part. jud. de Cañiza (1), dióc. de Tuy (6),  ayunt. de Crecente (1/4): sit. á la der. del r. Miño, en la falda de un monte llamado del Camino. La combaten principalmente los aires del N. y S.; el clima es templado y bastante sano, pues no se padecen mas enfermedades comunes que algunos catarros, pulmonias y fiebres pútridas. Tiene unas 55 casas de mediana fáb. y comodidad, repartidas en los barrios ó l. de Freijó, Mollapan, Nane y Sinada. La igl. parr. (San Roque), es aneja de la col. de San Pedro de Crecente, y está servida por un cura de primer ascenso que es racionero de dicha col.: se administran en ella todos actos parr., escepto el bautismo y sepultura que se ejecutan en la matriz. Sobre el mencionado monte del Camino hay una ermita, dedicada á la Asuncion de Ntra. Sra., la cual está á cargo del párroco de Angudes, como representante del abad de Crecente á quien perteneció. Confina el térm. N. felig. de Sendelle; E. r. Miño, que le separa de la felig. de Desteriz (prov. de Orense) y de Portugal; S. las felig. de Quintela y Crecente, y O. las de Angudes y Rebordechan, de las cuales las dividen los montes de Requias. El terreno es bastante quebrado, costanero y feraz; los montes se encuentran á los lados y parte superior del pueblo, y estan cubiertos de robles, castaños y pinos. El espresado r. Miño cruza por el estremo oriental, y en el punto de la Frieira ó Cebido tiene una barca para ir á la parr. de Desteriz y á Portugal. Hay 2 caminos principales, el uno conduce á Ribadavia y Orense y el otro á Tuy; y de estos parten algunos trasversales para los pueblos limítrofes, su estado en lo general es malo. El correo se recibe de Ribadavia por balijero una vez á la semana. prod.: maiz, centeno, cebada, mijo menudo, habas, vino, patatas, lino y algunas castañas; siendo su mayor cosecha la de vino y maiz; mantiene ganado vacuno, algun lanar y mular; abunda la caza de conejos y perdices, y hay pesca de salmones, sábalos, lampreas, truchas, anguilas y otros peces menudos. comercio: 2 tiendas de quincalla poco importantes; se estrae maiz, vino y lino. pobl.: 55 vec., 220 almas. contr:. con su ayunt. (V.)
(Madoz, 1847, p. 180)

En 2023, tenía empadronados 55 habitantes.